# 波兰第2军
波兰第2军（波蘭語：Drugi Korpus Wojska Polskiego）, 是第二次世界大战期间，西线波兰军队的主要战术和战役单位。其指挥官为瓦迪斯瓦夫·安德斯中将。在意大利攻防战中，该部队表现出色。截止1945年末，该部队共有超过100000名士兵。

## 历史
苏德战争爆发后，苏军从集中营招募波兰士兵，组建了安德斯军团。后者随后经由伊朗抵达英国控制的中东地区。这些部队构成了后来的波兰第2军的主体。
1943年，波兰第二军成立。1940年的联合武力法案允许英国将波兰流亡政府的部队合并。不过英国最高指挥部从未把流亡的波兰空军单位整合到第2军中。1944年2月，波兰第2軍从埃及转移到意大利，随后加入英国第8集团军，受奥利弗·里斯中将指挥。1944年到45年，波兰第二军在意大利的战斗中表现出色。其中以第4次卡西诺战役，奥利佛行动中的安科纳战役以及1945年春季攻势的博洛尼亚战役尤为突出。

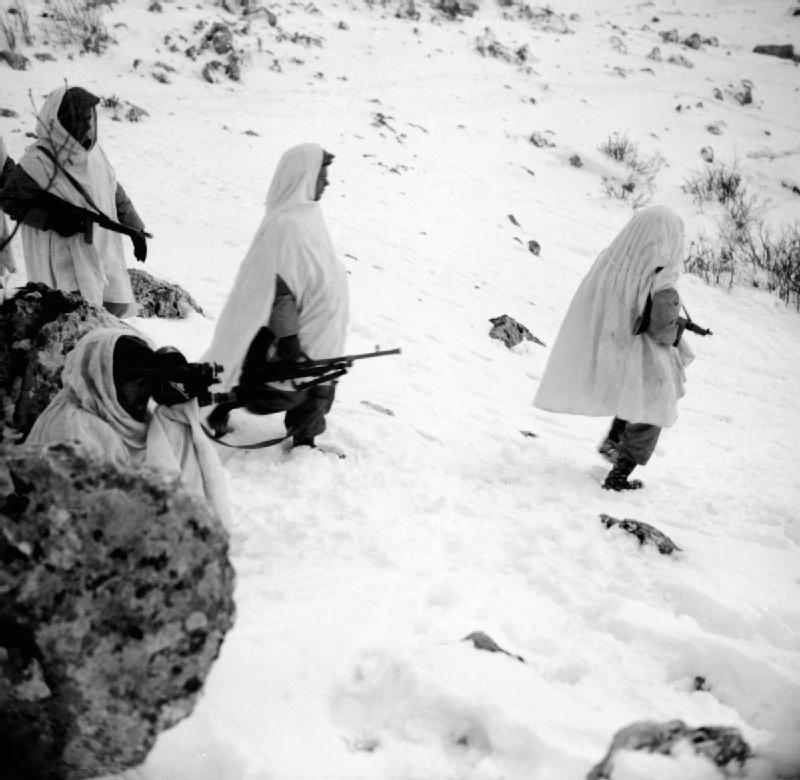
隶属第3喀尔巴阡步兵师第1喀尔巴阡步兵旅1营1连的士兵从巡逻中归来。

1944年，波兰第2军共有约50000名士兵。经过三场战斗之后，波兰第2军减员严重。在卡西诺山战役的最后阶段，其支援单位的士兵甚至都参加了战斗。安德斯将军听取建议撤出了这些单位。安德斯知道，自从波兰流亡政府和苏联的外交关系破裂后，他的部队就只能从德国人的集中营和战俘营补充兵员了。
至1945年，波兰第二军的规模从原来的5万人增加到了75000人，大约两万人来自西线战场上的其他波兰单位，其他主要来自被强征进德军的波兰人。1946年，波兰第二军转移至英国并被解散。1946年波兰第2军有105000官兵，他们的大部分选择继续流亡海外，在英国等地定居。

## 人员
1945年5月，该部队共有55780男性官兵和1500名女兵。另外还有一只叫佛伊泰克的熊加入了这支部队，并且升至下士。该市的大部分成员都是被苏联转移到古拉格集中营的波兰公民。苏德战争打响後他们得到释放并加入了在俄罗斯南部和哈萨克斯坦组件的波军单位，又称安德斯军团。由于政治原因，苏联之后决定不再支持苏联领土上波兰军队的建设，减少了提供给波兰人的补给。迫使安德斯将军将波兰军队撤出苏联，前往英国控制的伊朗和伊拉克，随后又前往英属巴勒斯坦，和第3步兵师（波兰沦陷后经由匈牙利和罗马尼亚逃至黎巴嫩的波兰人组成的单位）会合。
绝大多数士兵来自战前波兰的东部地区。大部分是波兰人，还有很多犹太人，白俄罗斯人，乌克兰人。一些犹太士兵在抵达巴勒斯坦后选择离开军队。后来成为以色列总统的梅纳赫姆·贝京当时也在这支部队，只不过他没有选择在巴勒斯坦离队。

## 损失
在意大利战役期间，波兰第2军共损失11379人。其中2301人阵亡，8543人受伤，535人失踪。

## 战斗序列
1946年解散之时，波兰第2军战斗序列如下：
- 第3“喀尔巴阡”步兵师
  - 第1“喀尔巴阡”步兵旅
    - 第1、2、3喀尔巴阡步兵营

  - 第二“喀尔巴阡”步兵旅
    - 第4，5，6喀尔巴阡步兵营

  - 第3“喀尔巴阡”步兵旅
    - 第7、8步兵营
    - 第9步兵营“博洛尼亚”

  - 其他师属单位

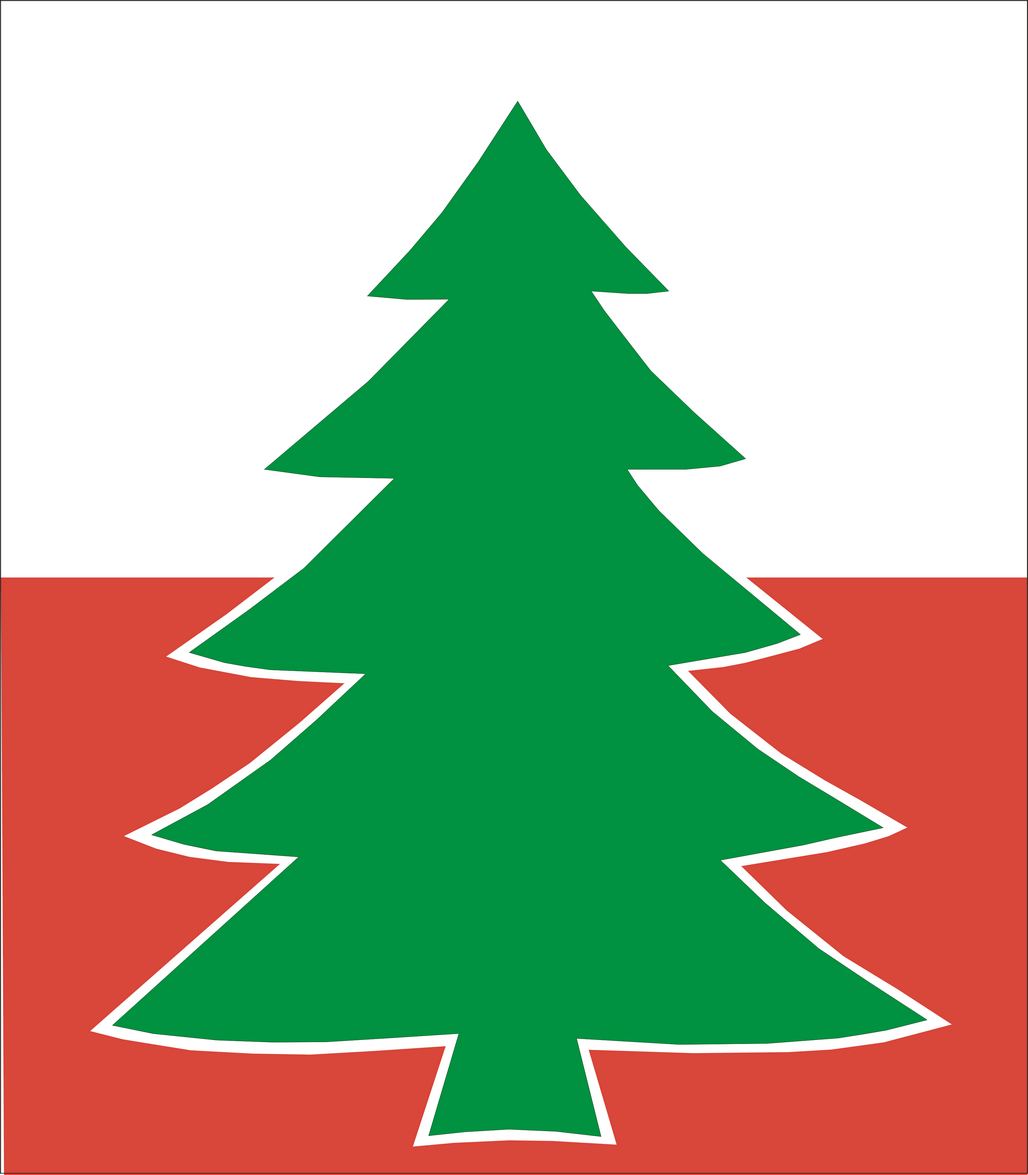
第3步兵师徽章

    - 第7“卢布林”骑兵团 （师属侦查单位）
    - 第1、2、3“喀尔巴阡”轻型炮兵团
    - 第3“喀尔巴阡”反坦克团
    - 第3“喀尔巴阡”轻装防空团
    - 第3重机枪营
    - 第3“喀尔巴阡”工兵营
    - 第3“喀尔巴阡”通讯营

- 第5步兵师
  - 第4步兵旅
    - 第10、11、12步兵营

  - 第5“维尔诺”步兵旅
    - 第13、14、15“维尔诺”步兵营

  - 第6“利沃夫”步兵旅
    - 第16、17、18“利沃夫”步兵营

  - 其他师属单位
    - 第25大波兰骑兵团
    - 第4、5、6轻型炮兵团
    - 第5反坦克团
    - 第5轻型防空团
    - 第5重机枪营
    - 第5工兵营
    - 第5通信营
    - 第5宪兵中队

- 第2“华沙”装甲师
  - 喀尔巴阡骑兵团
  - 第2“华沙”装甲旅
    - 第4装甲团
    - 第1骑兵团
    - 第6“利沃夫儿童”装甲团
    - 第2独立摩托化突击连

  - 第16步兵旅
    - 第64、66、68步兵营
    - 第16支援连

  - 其他师属单位
    - 第7马驮炮兵团
    - 第16轻型炮兵团
    - 第2轻型防空团
    - 第2反坦克团
    - 第2华沙通讯营
    - 第2华沙工兵营
    - 第9前线坦克置换连
    - 第9、19、28补给连
    - 第9、16维修站连
    - 第2装甲师宪兵连
    - 第9野战法庭
    - 第343反疟疾科

- 第4大波兰装甲旅
  - 第15波兹南骑兵团
  - 第3骑兵团
  - 第10骠骑兵团
  - 第14前线坦克置换团
  - 第14大波兰工兵连
  - 第14补给连
  - 第14宪兵中队
  - 第16野战法庭

- 第2军指挥部直属部队
  - 第12骑兵团
  - 第7装甲团
  - 第7反坦克团
  - 第7轻型防空团
  - 第8中型防空团
  - 第10骠骑兵团
  - 第1炮兵勘测团
  - 第663航空观察中队
  - 军参谋部警戒连
- 第2军炮兵群
  - 第9重型炮兵团
  - 第10、11、12、13中型炮兵团
- 其他单位
  - 第10工兵营
  - 第1铁道工兵营
  - 第10舟桥工兵连
  - 第10排爆排
  - 第301工兵连
  - 第306工兵物资储备排
  - 第11通讯营
    - 第11无线电排
    - 第12信息排
    - 第385信号连
    - 第386信号排
    - 第387信号排
    - 第389无线电排
    - 第104密码分排
    - 第390信号连
    - 第392无线电排
    - 空中交通管制排

  - 第22运输连
  - 第3运输连
  - 第29医疗急救连
  - 第2交通管制中队
  - 第11宪兵连
  - 第12宪兵中队
  - 第460宪兵中队
    - 调查排
    - 军犬排

  - 第12野战法庭
  - 13 维修站连

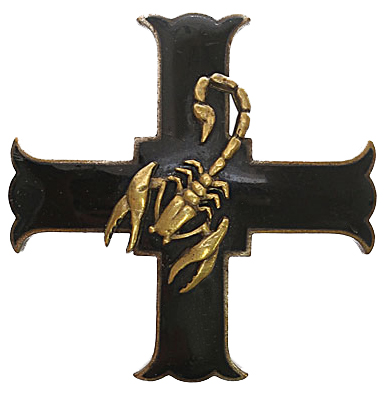
Brea badge of e 4 ‘Skorpion’ Armoured Regiment

  - 30 Iepeent Workshop Platoon
  - 35 维修站连
  - 第2地理连
  - 316 运输连: Women's Auxiliary Service (Pola)
  - 317 运输连: Women's Auxiliary Service (Pola)
  - 318 机动食堂/图书馆连: Women's Auxiliary Service (Pola)
  - 325 供应站
  - 326 供应站
  - 327 供应站
  - 328 供应站
  - 331 野战面包店
  - 332 野战面包店
  - 333 野战屠宰场
  - 334 油料供应站
  - 335 消防组
  - 336 文具供应仓库
  - 31 医疗连
  - 32 野战卫生排
  - 34 反疟疾分排
  - 野战化学/细菌战分排
  - 344 医疗用品仓库
  - 345 野战外科手术小组
  - 346 野战外科手术小组
  - 347 野战外科手术小组
  - 348 野战外科手术小组
  - 349 野战输血小组
  - 350 野战外科手术小组
  - 351 野战外科手术小组
  - 352 野战输血小组
  - 370 物资拯救站
  - 371 物资拯救站
  - 372 物资拯救站
  - 375 野战澡堂
  - 375 野战澡堂和洗衣店
  - 40 物资基地:运输分排
  - 413前线弹药仓库
  - 104 中央野战邮局
    - 117 野战邮局
    - 127 野战邮局

  - 55 机动储备维护排
- 第2军基地
  - 警卫A营
  - 警卫B营
  - 警卫C营
  - 警卫D营
  - 1 军医院
  - 3 军医院
  - 3 野战医院
  - 5 野战医院
  - 14 野战法庭
  - 军官测绘学校
  - 军官炮兵学校
  - 军官补给及运输学校
  - 装甲兵训练中心
  - 军官装甲骑兵学校
- 第7步兵师预备单位
  - 17 步兵旅
    - 21 步兵营
    - 22 步兵营
    - 7 装甲团
    - 17 炮兵团
    - 17 机枪连
    - 17 工兵连
    - 17 信号连
    - 17 维修站连
    - 17 宪兵中队